# Lijst van kleurslagen bij kippen
Voor de beschrijving van kleurslagen bij kippen (of huishoenders) bestaan standaardiseerde benamingen, die binnen de georganiseerde fok van raskippen van groot belang zijn. De Nederlandse standaard voor grote hoenders bevat 120 verschillende benamingen voor kleurslagen, de Belgische 141. De volgende tabel toont de binnen de Nederlandse en Belgische standaarden meest voorkomende grondkleuren en tekeningsvarianten.
| Grondkleuren | Grondkleuren     | Grondkleuren |
| ------------ | ---------------- | --- |
| Wit          | Leghorn          | De witte kleur is geliefd bij vleeskippen, omdat de veerschachten na het plukken niet opvallen. Wit kan zowel recessief als dominant vererven. De genen die de witte kleur veroorzaken, betreffen alleen de anders zwart gekleurde veren, zodat effen wit alleen bij de aanleg voor complete zwarte kleur mogelijk is. |
| Zwart        | Spaanse witwang  | De zwarte kleur is dominant en komt bij veel rassen voor. Hij is niet te verwarren met Fibromelanose, een zwarte verkleuring van huid en andere weefsels. |
| Blauw        | Cochin           | Blauw is zwart met een verdunningfactor en feitelijk een grijstoon. Vaak blijft het halsbehang van de haan donker gekleurd. Veel kippenrassen uit het Franstalige gebied hebben een blauwe variant. Het bijvoeglijk naamwoord "blauw" bij de Noord-Hollands blauwen betreft overigens de koekoektekening van dit ras.  |
| Buff         | Orpington        | Buff wordt ook wel "geel" genoemd. Het is een typische kleur voor bijvoorbeeld Orpingtons. |
| Rood         | Rhode Island Red | Rood is een gouden kleur met een extra kleurfactor. Opvallend is de rode kleur van de Rhode Island Red. |
| Parelgrijs   | Orpington        | Parelgrijs is een zelfstandige kleur, lichter en gelijkmatiger dan blauw. |

| Tekeningen    | Tekeningen                             | Tekeningen |
| ------------- | -------------------------------------- | --- |
| Patrijs       | Zijdehoen                              | De patrijskleur is een variant op het wildtype, waarbij de hen geen zalmkleurige borst heeft, maar daar een zwarte tekening vertoont. |
| Gezoomd       | Bergse kraaier (detail)                | Een omzoming van de veren is meestal zwart en omrandt de gehele veer. De extreemste vorm is de "Dobbeling" van de Bergse landhoenrassen. Een oude naam is "laken". |
| Gepeld        | Groninger meeuw                        | Pelhoenders komen voor aan de Noordzeekust, van Vlaanderen tot Oost-Friesland. De verentekening toont van ras tot ras geringe maar typische verschillen, die wisselen tussen symmetrische zwarte vlekjes tot dwarse zwarte banden.                                      |
| Berken        | Denizli-kraaier                        | Berken is een variant op het wildtype, waarbij de hen met uitzondering van de hals een zwarte kleur heeft. |
| Bont          | Ukkelse baardkriel                     | Bonte kippen hebben witte vlekken aan de verenuiteinden bij een effen grondtoon. |
| Tarwe         | Wilde kip                              | Bij deze tekening, die met het wildtype overeenkomt, hebben de hennen een lichte (tarwekleurige) grondkleur. |
| Columbia      | Sussex                                 | De columbiatekening betekent een vlekkige zwarte kleur van het halsbehang, de vleugeluiteinden en de staart. Een oude benaming is "hermelijn". |
| Koekoek       | Niederrheiner                          | De koekoektekening is een dwars verlopend lijnenpatroon van de veren, meestal zwart-wit, soms ook goud-wit. |
| Getoept       | Hollands hoen                          | Bij de getoepte tekening zijn de veerpunten zwart. |
| Gepareld      | Houdan                                 | De pareling is een kleingevlekte witte tekening. |
| Wildkleur     | Bankivahoen (haan) · Bankivahoen (hen) | De wildkleur of het "wildtype" is de oorspronkelijke tekening van de oerhoenders (bankivahoen) met goudkleurig hals- en zadelbehang, goudkleurige vleugelpennen, een zwarte borst en een zwarte staart bij de hanen en een onopvallende grijsbeige kleur bij de hennen. |
| Porselein     | Orloff                                 | Bij de porseleintekening hebben alle veren drie kleuren: goud, zwart en wit, waarbij goud de grondkleur is en het einde zwart met een witte stip. |
| Geband        | Kempisch hoen                          | De banding is een zwarte band op de veren tegen een gouden of zilveren ondergrond. Het is een variant van de pelling. |
| Dubbelgezoomd | Indische vechter (detail)              | Een vorm van dubbele omzoming van de veren, die bij meerdere gefokte rassen, maar ook bij de oerhoenders voorkomt. |
| Geloverd      | Sebright                               | De lovering is een omzoming die alle veren betreft. |
| Kwartel       | Watermaalse baardkriel                 | De kwarteltekening is vergelijkbaar met de wildkleur, echter met een zwart halsbehang van de hanen en een lichte borstkleur van de hennen. |
| Exchequer     | .                                      | De exchequertekening is een scherp gedefinieerd zwartbont patroon, waar het wit overheerst en lange veren een kleurwissel vertonen zoals bij koekoek. |
| Flitter       | Leghorn                                | Flitter is een meestal zalmkleurige patrijstekening, waarbij vooral de borstveren van de hen een lichte rand hebben. |
| Moorkop       | Uilebaard                              | Een tekening waarbij de kop en de allerbovenste halsarealen zwart gekleurd zijn. |
| Kaneel        | Cubalaya (blauwkaneel)                 | Hierbij heeft de haan een wildkleur, de hen een egaal bruinbeige kleur zonder tekening. Het wordt teruggeleid op de combinatie van tarwekleurig met het gen "DK". |
| Zwartstaart   | Japanse kriel                          | Een effen grondkleur met een zwarte staart. |
| Lakenvelder   | Lakenvelder                            | Een witte kleur van de romp bij een zwarte kleur van kop, hals en staart. De variant met buff grondkleur is typisch voor het vorwerkhoen. |
| Meerzomig     | Brahma (detail)                        | Een tekening met meervoudig gezoomde veren. Zij is vergelijkbaar met dubbelgezoomd, zij het dat hier de buitenste zoom licht gekleurd is en het aantal gekleurde bogen groter is.                                                                                       |
| Splash        | Sumatra                                | Splash is het patroon dat bij een homozygotie voor "andalusisch blauw" (Bl) ontstaat. Het is een mengeling van witte, zwarte en grijze ("blauwe") veren. |